# Ernest Neumann
Ernest Neumann (n. 12 ianuarie 1917, satul Ceica, județul Bihor – d. 21 aprilie 2004, Timișoara) a fost un rabin și conducător comunitar și spiritual evreu din România, care a îndeplinit funcția de prim-rabin, apoi mare rabin al comunității evreilor din Timișoara (1949-2004). A aparținut curentului neolog al iudaismului transilvănean.

## Biografie
Rabinul dr. Ernest Neumann s-a născut la 12 ianuarie 1917 în Ceica (jud. Bihor), un sat românesc cu o comunitate evreiască mare. Părinții săi, Wilhelm Neumann și Berta, erau salariați la o moară de ulei, aflată în proprietatea unui unchi domiciliat în Oradea. Din copilărie a stăpânit limbile maghiară, română, idiș și ebraică, la care s-au adăugat în timpul vieții alte câteva limbi de circulație internațională.
A învățat la un gimnaziu evreiesc ortodox din Oradea și apoi, la Liceul greco-catolic românesc Samuil Vulcan din Beiuș. Ulterior a studiat între anii 1935-1940 la Institutul Seminarului Rabinic Superior  Országos Rabiképzõ Intézet Budapest din Budapesta, la care, încă de la înființare, s-a pus condiția ca, paralel, seminaristul, după trecerea examenului de admitere, să fie totodată student al Universității de Științe Pázmány Péter din capitala Ungariei, la facultățile de Filosofie, limbi semite și istorie orientală. 
A susținut teza de doctorat întitulată „Despre istoricul creației”, așa cum se prezintă în Hagada, text despre desfășurarea cinei de Pesah, când se comemorează ieșirea din Egipt. Studenților li se acorda titlul de doctor într-un cadru festiv, juriul fiind alcătuit din șapte profesori și un președinte. După absolvirea studiilor superioare la Budapesta, Neumann a obținut în 1940 titlul de doctor în filologie și istoria antică.
În 1941, după încheierea studiilor rabinice la Budapesta, dr. Ernest Neumann a venit la Timișoara, unde, începând din 3 aprilie 1941, a fost angajat al comunității evreiești timișorene. Inițial, îndeplinea două funcții: preda religia opt ore pe săptămână la liceul israelit și avea totodată funcția de rabin la Templul status-quo din Fabric, ca urmaș al lui Iacob Singer (1867-1939), care fusese timp de decenii prim-rabinul templului. 
După instaurarea dictaturii lui Ion Antonescu, în august 1941 tinerii evrei de peste 18 ani sunt trimiși la muncă forțată. Ernest ajunge la lagărul de muncă de la Filiași, dar este eliberat prin intervențiile Comunității după două săptămâni.
Neumann s-a căsătorit în 9 mai 1948. Soția sa, Edit Fuchs, originară din Sighetu Marmației, a supraviețuit deportării la Auschwitz. 
Sub pseudonimul „Năuneanu" a colaborat la revista „Lupta patriotică", periodic al Uniunii Patrioților (din care făcea parte și George Călinescu). Scria articole pe teme de politică externă, comentarii, opinii despre evoluția lumii și despre necesitatea modernizării postbelice. Periodicul s-a transformat în cotidianul „Banatul", dar prim-rabinul, căsătorit și având un copil, a renunțat la activitatea ziaristică, deși i-a fost aproape de suflet.
La 1 septembrie 1949, a dobândit, în alegeri, titlul de prim-rabin al comunității evreiești neologe din Timișoara, ca urmaș al prim-rabinului dr. Iacob Singer. În scurt timp, tânărul rabin Neumann a reușit să cucerească aprecierea colegilor săi mai în vârstă și inimile enoriașilor timișoreni. Vastele cunoștințe, elocința și simțul diplomatic l-au consacrat de la început.
În tragica perioadă a războiului, în anii comunismului și în cei de după decembrie 1989 a reușit, în egală măsură, să păstreze linia echilibrului, ca promotor convins al ecumenismului.
După revoluția din 1989, prim-rabinul Neumann a păstorit o comunitate extrem de restrânsă. Evreii au emigrat în etape în Țara Sfântă. Prim-rabinul a vizitat de zece ori Israelul și a asistat la plecarea miilor de evrei spre acel tărâm al făgăduinței, dar și-a considerat misiunea legată de Timișoara, de locurile unde încă mai erau evrei, spre deosebire de multe alte localități din România în care viața comunitară evreiască s-a epuizat.
"Eu nu spun că n-am fost tentați să plecăm, la un moment dat, când încă mai era primul val de emigranți, eu și soția mea. Ne-am gândit că locul nostru ar fi acolo, dar în același timp ne-am simțit foarte legați de obște, de oraș, de țară, și toate aceste considerente au făcut ca noi să rămânem pe loc și să ne împlinim menirea căreia ne-am dedicat toată viața."
Președinția României, foruri locale, naționale și internaționale i-au acordat distincții prestigioase: "Cetățean de onoare" al municipiului Timișoara (2000), membru de onoare al Uniunii Scriitorilor din România, decorat de președintele Ion Iliescu Ordinul național Steaua României în grad de cavaler (2002). Dr. Ernest Neumann a păstorit viața comunității evreiești din Banat timp de 63 de ani.
Personalitatea sa este, poate, cel mai bine ilustrată de cuvintele mitropolitului Banatului Nicolae Corneanu, în volumul “Ideal și împliniri”, (ed.  Iulia Deleanu: “Oameni precum eminența sa Prim-rabinul Ernest Neumann sunt mai mult decât necesari în vremea de acum, ca unul care constituie un excepțional reper moral pentru noi toți”. De înaltul ierarh ortodox, pe prim-rabin l-a legat o trainică prietenie. „Nu e vorba despre relații protocolare, ci chiar despre o prietenie autentică. O asemenea relație nu se face de pe o zi pe alta",  declara Ernest Neumann.
A participat la numeroase congrese rabinice în Israel, la centenarul Seminarului rabinic din Budapesta (1977) și, în 1988, tot în capitala Ungariei, la Congresul Mișcării Iudeo-Creștine. A fost unul dintre promotorii mișcării ecumenice din Timișoara.
Prim-Rabinul Dr. Ernest Neumann a murit la 21 aprilie 2004 la Timișoara, fiind înmormântat în Cimitirul evreiesc din Timișoara.